# Design management
 (décembre 2019).
- Si vous ne connaissez pas le sujet, laissez ce bandeau (vous pouvez alors contacter les auteurs).
- Si vous supprimez le contenu mis en cause (vous pouvez préalablement contacter les auteurs),

argumentez précisément cette suppression dans la page de discussion
(un manque de référence n'est pas un argument ; une recherche réelle de référence doit avoir été effectuée, être formellement documentée).
 (décembre 2019).
Si vous disposez d'ouvrages ou d'articles de référence ou si vous connaissez des sites web de qualité traitant du thème abordé ici, merci de compléter l'article en donnant les références utiles à sa vérifiabilité et en les liant à la section « Notes et références ».
Le design management fait en réalité partie des différents types de design qui existe.

## Concept
Le design management est la fonction de l’organisation qui a la responsabilité du cadrage stratégique, du pilotage tactique opérationnel du design et de la définition d’un avantage compétitif pour cette organisation grâce au savoir du design.
Le design management est à la fois une démarche stratégique et un ensemble d'outils opérationnels qui permettent notamment une gestion optimale du design dans l'entreprise. En appréhendant le design comme une composante fondamentale de l’approche stratégique, le design management place l'usage et donc l'usager (consommateur, citoyen) au cœur des priorités de l’entreprise. 
En mettant à parité la satisfaction des clients et la génération d’un niveau de profit cohérent, le design management s’inscrit dans une démarche d’entreprise équilibrée et viable à long terme. En plaçant la démarche design comme élément moteur du fonctionnement des entreprises, le design management fait en sorte que l’ensemble des processus clés (marketing, recherche et développement, fabrication, qualité, communication, distribution, etc.) se mettent résolument au service de l'offre (produit et/ou service) que l’entreprise conçoit, formalise], industrialise et vend.
Implanter le design management suppose une volonté forte des actionnaires et des dirigeants, en contrepartie, les résultats sont spectaculaires et durables. Le design management se place de plus en plus dans une optique de gouvernance du processus d'innovation.
Le terme design management provient de deux mots différents. Design qui est un terme qui n’a pas de définition fixe ; puisque son sens évolue avec les styles et les époques. Globalement le design est un processus au cours duquel, plusieurs discipline et individus sont impliqués, pour trouver des solutions à des problèmes qui se présentent à eux. Ils peuvent être économiques, environnementaux ou sociaux.
Management provient lui aussi du terme anglais « management » selon l’Oxford English Dictionary le verbe anglais « to manage » et le substantif « management » découlent eux-mêmes d'un terme français du XVe siècle, « mesnager », signifiant en équitation « tenir en main les rênes d'un cheval », provenant lui-même de l'italien « maneggiare » (et du latin « manus » : la main). Il a subsisté en français en équitation au travers du mot « manège ».
Le management représente l’ensemble des techniques d’organisation de ressources qui peuvent être utilisées pour obtenir une performance satisfaisante. L’étymologie du mot design et anglaise « design », parler du design implique l’idée d’un projet, d’un plan d’une idée transmise par un dessin.

## Histoire
Le Design Management est un concept qui associe deux disciplines. En effet, le management et les sciences de gestion qui valorisent les chiffres, la rationalité et les notions abstraites. Le design et management opèrent depuis plusieurs siècles, affectant des formes plurielles en fonction des individus, des organisations et des contextes.
C’est à partir du début du XXe siècle que le concept du design management fait surface. En Angleterre, l’industrialisation de la production nous fait remarquer une différence entre la production et la conception d’un objet. En effet, en 1907, le premier à introduire la notion de design au sein de l’industrie est le designer Peter Behrens. Il conçoit plusieurs caractéristiques pour introduire un produit dans l’industrie. Il crée ce que l’on appelle l’identité de la marque, ce qui se traduit par l’ensemble des éléments qui vont représenter l’existence de la marque. C’est tout ce qui est le nom, la représentation graphique, la personnalité du produit, les prix, les valeurs, etc. C’est la façon dont la marque souhaite être perçue auprès des consommateurs.

## Apparition dans les entreprises
Tout d’abord, les entreprises utilisent le design dans l’intérêt de trouver des solutions qui peuvent répondre à des besoins ou des insatisfactions. Il sert à enrichir la stratégie au sein de l’entreprise, ce qu’on remarque dans le chiffre d’affaires.
En effet, les entreprises qui intègrent le design dans leur mécanisme, sont deux fois plus performantes. Le design est devenu un aspect incontournable de l’innovation et de la compétitivité.
Ensuite, on passe du design au design management, ce qui consiste à utiliser le design comme process voire comme stratégie car il s’agit d’intégrer le design dans le processus de développement des projets, d’être guidé par les utilisateurs, de faire appel à un large panel de compétences pour résoudre le problème, créer de la valeur et innover.
Le design management s’intègre actuellement et très souvent dans l’organisation. Il est devenu une façon de penser et d’agir en permanence au sein des projets, un état d’esprit qui guide l’innovation et les équipes, une culture d’entreprise.

## Les niveaux stratégique/tactique/opérationnel
Le design management a comme objectif de remplir les missions d’une organisation en ayant comme outil le design. Le principe est donc simple, il s'agit de faire transmettre un message, une idée en la reflétant par un visuel réfléchit. La mission de transmission de l’élaboration du design est au centre de l’organisation. Le design management est alors une nouvelle stratégie des entreprises à long terme, de toucher plus d’individus en rendant le message plus parlant. Cette méthode est alors présente à tous les niveaux d’initiative des entreprises.

### Niveau stratégique
Mettre au centre le design au sein de l’organisation pour que son image soit bien connue de tous. En regroupant les objectifs de l’entreprise avec le design pour que le rendu soit unique. Le Design est la méthode à développer dans tous les idées de l’organisation. Ainsi tout ce que l’entreprise veut entreprendre, le design doit être la clé du rendu. La créativité des individus doit donc être associée au travail.

### Niveau opérationnel
De la conception, au produit finis l’objectif est le design. Mettre en collaboration tous les corps de métiers de l’entreprise pour une conception à la hauteur du visuel attendu. L’objectif est donc définir le design.

### Niveau de la tactique
Relancer l’organisation en recréant un environnement et une image de marque en innovant par le design. Le design management est un travail à long terme, dans l‘intérêt de mettre à jour l’organisation en continu afin de rendre le design à la pointe des nouveautés. Il faut donc le remettre en question en permanence en mettant en lien les différents services de l’organisation. La rétrospective est essentielle pour l’évolution du design.

## Leviers d'action
Toute organisation en recherche de développement renouvelle régulièrement ses objectifs.
Sa stratégie peut être aiguillée vers 4 axes :

### Offre
Renouvellement régulier des produits ou services visant améliorer leur attractivité.

### Marque (communication sensorielle)
Création de logo, devise, gestion des bandes sons des publicités télévisées.
Cela a pour but d’apporter de la notoriété, de la reconnaissance à la marque, une notion d’exclusivité apparaît alors pouvant entraîner une fidélisation des clients.

### Relation client
Mise en place de questionnaires/offres physiques et digitales visant a renforcer la communication client ainsi que leur fidélisation grâce à une prise en compte de leurs attentes.

### Process
Gestion des différents processus faisant fonctionner l’entreprise (ressources humaines/ressources matérielles) visant à être le plus efficient possible.
Après une étude de marché l’entreprise détermine la stratégie qu’elle juge optimale, quelle que soit la méthode, l’objectif est identique.

## Métiers
- Le design manager.
- Animateur  2D et 3D.
- Architecte d'intérieur.
- Conseiller en image.
- Créateur de parfum.
- Créateur ou designer textile.
- Décorateur-étalagiste.
- Designer graphiste